# Rigyác
Rigyác község Zala vármegyében, a Nagykanizsai járásban, a Zalai-dombságban, az Egerszeg–Letenyei-dombság területén.

## Fekvése

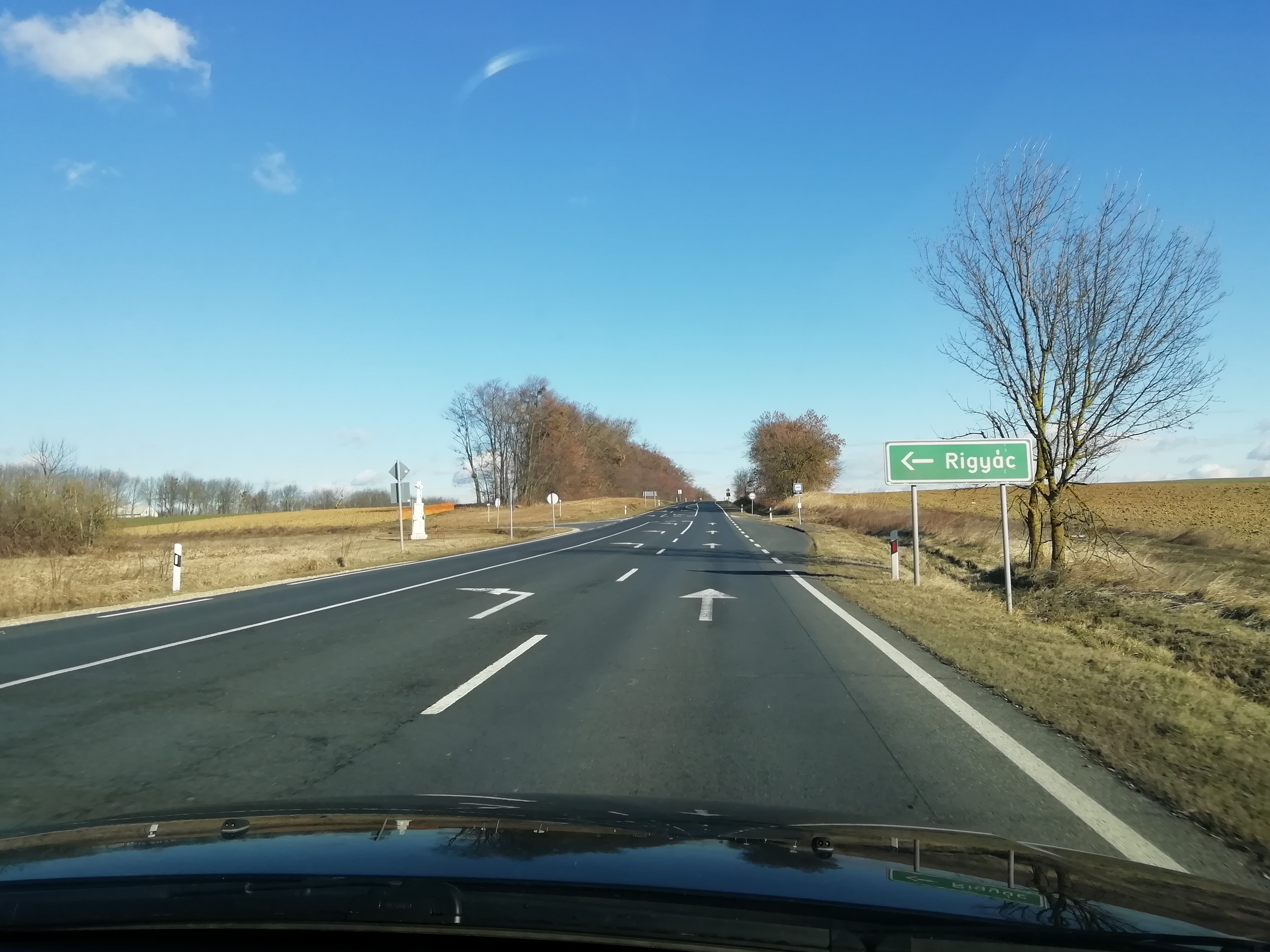
A 7-es főút rigyáci elágazása

Külterületén halad el a 7-es főút és az M7-es autópálya is, melyek a szomszédos Eszteregnye mellett keresztezik is egymást egy csomópontban. Maga a település azonban zsákfalu, ugyanis közúton csak a 7-es főútból, annak 218-as kilométere után északi irányba kiágazó 75 135-ös számú mellékúton közelíthető meg.

## Története
A néprajzilag Eszteregnyével, Sormással és Becsehellyel táji csoportot alkotó Rigyác első említése 1411-ben: Rigyalch. Szerb–horvát eredetű elnevezés. 1406-ban Petri János fia Istvánnak, majd a Répásy családnak volt itt birtoka. A 16. században kisebb nemesek birtokolták, akik részben a Kanizsai család szolgálatában álltak.
A kanizsai vár közelsége miatt Rigyác is sokat szenvedett a török támadásoktól. 1566-ban – azután, hogy felégették a falut – a lakosság Répásy Ferencné birtokán építették újra házaikat, s ezt azonnal el is nevezték Újrigyácnak.
A 18. században az Inkeyek bírták, a parasztok hajdinát, zabot, kendert, lent és kukoricát termeltek. Nagy súlyt helyeztek a szőlőtermelésre. Mindenkor magyarok lakták. 1774-ben készült el Inkey Boldizsár adományából a római katolikus templom.
A 19. században a Benyovszky család tulajdonába került, s 1900-ban kizárólag szegény, föld nélküli parasztok, cselédek és napszámosok lakták. 1945-ben 45 szegényparaszt volt részese a földosztásnak, de mivel a téeszbe nem akartak belépni, építkezéseken, vasútnál és üzemekben kellett elhelyezkedni. A község értékes népi építészeti emlékekkel rendelkezik, de az Imre-hegyen lévő boronapincékből és a présházak faragott, főfás préseiből mára hírmondó is alig maradt.

## Idegen elnevezései
Horvátul két neve ismert. A petriventei horvátok Redžacnak, a tótszerdahelyiek Ridžacnak hívták.

## Közélete

### Polgármesterei
- 1990–1994: Tóth Imre (független)[4]
- 1994–1998: Tóth Imre (független)[5]
- 1998–2002: Tóth Imre (független)[6]
- 2002–2006: Tóth Imre (független)[7]
- 2006–2010: Tóth Imre (független)[8]
- 2010–2014: Homály Balázs (független)[9]
- 2014–2015: Homály Balázs (független)[10]
- 2016–2019: Kántor László (független)[11]
- 2019–2024: Balassa Kornél (független)[12]
- 2024– : Balassa Kornél (független)[1]

A településen 2016. március 6-án időközi polgármester-választást tartottak, az előző polgármester lemondása miatt.
A rigyáci önkormányzat mindenkori képviselő-testületét a rendszerváltás évétől, 1990-től 2010-ig a polgármesteren kívül öt képviselő alkotta; 2010 óta már csak négy a képviselői jogállású testületi tagok száma.

## Népesség
A település népességének változása:
| Lakosok száma | 391  | 391  | 385  | 383  | 382  | 386  | 378  |
|               | 2013 | 2014 | 2015 | 2021 | 2022 | 2023 | 2024 |

A 2011-es népszámlálás idején a nemzetiségi megoszlás a következő volt: magyar 98,3%, cigány 1,12%. A lakosok 84,77%-a római katolikusnak, 1,52% reformátusnak, 1,27% felekezeten kívülinek vallotta magát (11,9% nem nyilatkozott).
2022-ben a lakosság 94,5%-a vallotta magát magyarnak, 1% németnek, 0,3% ukránnak, 0,3% cigánynak, 0,3% szerbnek, 4,5% egyéb, nem hazai nemzetiségűnek (5% nem nyilatkozott; a kettős identitások miatt a végösszeg nagyobb lehet 100%-nál). Vallásuk szerint 65,7% volt római katolikus, 0,5% evangélikus, 0,5% egyéb keresztény, 0,8% egyéb katolikus, 2,4% felekezeten kívüli (30,1% nem válaszolt).

## Természeti értékek
Védett természeti terület a rigyáci fás legelő, melynek védelmét 1976-ban a Zala Megyei Tanács a 32745 sz. rendelettel biztosította. A védett terület Rigyác községtől északkeletre az Öreg-hegy szőlői és a Felső-mező erdői közt helyezkedik el.
A múlt században még zárt bükkös volt itt, melyet a fák kiirtása után legelőként hasznosítottak: elsősorban sertésmakkoltatásra.

## Nevezetességei
- Millenniumi Emlékpark